# Lew Landers
Pour les articles homonymes, voir Landers (homonymie).
Lew Landers, né Louis Friedlander (2 janvier 1901 - 16 décembre 1962), est un réalisateur américain. 

## Biographie
Né à New York, il est principalement connu pour le film Le Corbeau d'après une nouvelle d'Edgar Allan Poe, réunissant les deux stars du fantastique des années 1930 : Boris Karloff et Béla Lugosi. Il finit sa carrière à la télévision, réalisant des épisodes de séries TV comme Rintintin, Maverick ou Superman.
Il épouse Adèle Feiner le 15 juillet 1927.
Il meurt en 1962, à Palm Desert en Californie.

## Filmographie partielle
- 1934 : The Vanishing Shadow (serial)
- 1934 : The Red Rider (serial)
- 1935 : Rustlers of Red Dog (serial)
- 1935 : The Call of the Savage
- 1935 : Le Corbeau (The Raven)
- 1936 : Sur parole (Parole!)
- 1937 : Danger Patrol
- 1937 : Un homme qui se retrouve (The Man Who Found Himself)
- 1938 : Law of the Underworld
- 1938 : Femmes condamnées (Condemned Women)
- 1939 : Pacific Liner
- 1939 : Twelve Crowded Hours
- 1939 : Conspiracy
- 1940 : Sing, Dance, Plenty Hot
- 1940 : Back in the Saddle
- 1941 : Lucky Devils (en)
- 1942 : Canal Zone
- 1942 : Le Château des loufoques (The Boogie Man Will Get You)
- 1942 : Submarine Raider
- 1942 : The Man Who Returned to Life
- 1943 : After Midnight with Boston Blackie
- 1943 : Doughboys in Ireland
- 1944 : The Return of the Vampire
- 1944 : U-Boat Prisoner
- 1944 : Two-Man Submarine (en)
- 1945 : Crime, Inc.
- 1945 : La Forêt enchantée (The Enchanted Forest)
- 1946 : Tokyo Rose
- 1946 : Hot Cargo
- 1946 : A Close Call for Boston Blackie
- 1946 : Le Masque de Dijon (The Mask of Diijon)
- 1946 : The Truth About Murder
- 1947 : Le Pic de la mort (Thunder Mountain)
- 1948 : Inner Sanctum
- 1949 : Air Hostess
- 1950 : Jean Lafitte, dernier des corsaires (Last of the Buccaneers)
- 1950 : State Penitentiary
- 1951 : L'Aigle rouge de Bagdad (The Magic Carpet)
- 1951 : La Hache de la vengeance (When the Redskins Rode)
- 1951 : Un Américain en Corée (A Yank in Korea)
- 1952 : Californie en flammes (California Conquest)
- 1952 : Le Sillage de la mort (Torpedo Alley)
- 1953 : J'ai vécu deux fois (Man in the Dark)
- 1953 : Les Flèches de feu (Captain John Smith and Pocahontas)
- 1954 : Captain Kidd and the Slave Girl